# Ilhas Rat

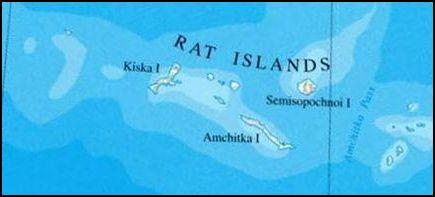
Mapa das ilhas Rat mostrando as maiores ilhas (linha entre Semisopochnoi e a passagem Amchitka é o meridiano 180).

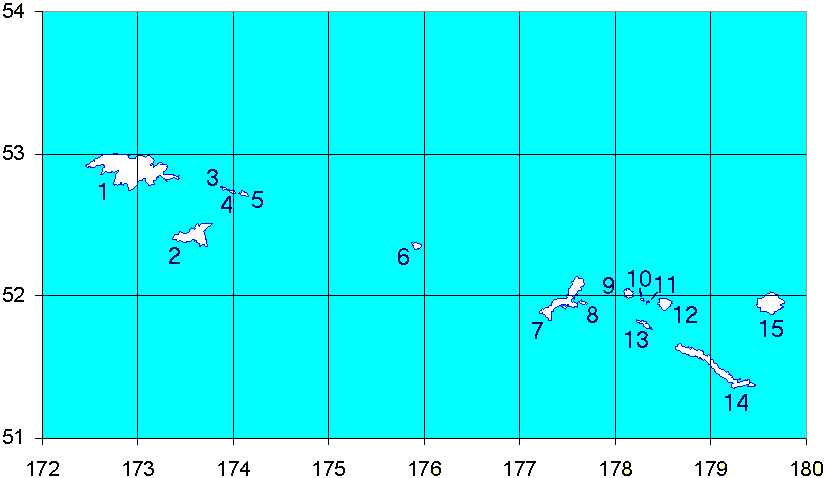
Mapa das ilhas Aleutas ocidentais, mostrando as ilhas Rat à direita: ilha Kiska (7), ilha Little Kiska (8), ilha Segula (9), ilha Khvostof (10), ilha Davidof (11), ilha Little Sitkin (12), ilha Rat (13), ilha Amchitka (14), e ilha Semisopochnoi (15).

As ilhas Rat (em inglês:  Rat Islands, em alemão:  Qax̂um tanangis) são um grupo vulcânico de ilhas integradas nas ilhas Aleutas no sudoeste do Alasca, entre a ilha Buldir e as ilhas Near a oeste, e a passagem Amchitka e as ilhas Andreanof a leste, em redor das coordenadas 51° 47′ 17″ N, 178° 18′ 10″ L.
As maiores ilhas do grupo são, de oeste a leste:
- Kiska
- Little Kiska
- Segula
- Rat ou Kryssei
- Khvostof
- Davidof
- Little Sitkin
- Amchitkae
- Semisopochnoi.

A área total do arquipélago Rat é de 934,594 km². Todas as ilhas Rat são desabitadas.

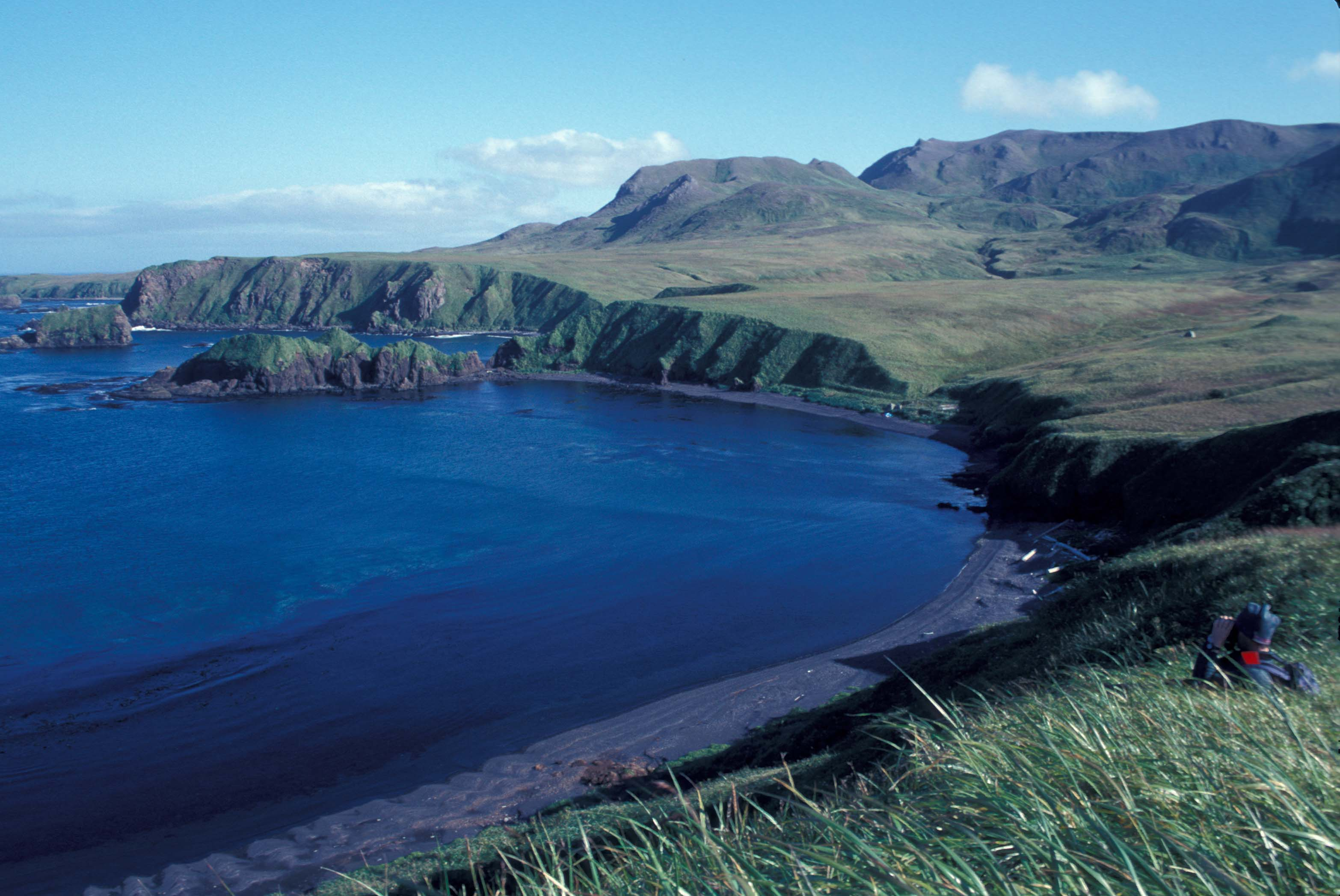
Ilha Rat.

O nome Rat Islands na tradução para inglês do nome foi dado às ilhas pelo capitão Fyodor Petrovich Litke em 1827 quando visitou as ilhas Aleutas numa viagem à volta do mundo. As ilhas tinham muitos ratos, a espécie dominante pelo menos desde 1780. Em 2009 a ilha parece ter ficado livre destes roedores após 229 anos.
As ilhas Rat são propícias a sismos e localizam-se na fronteira entre as placas tectónicas do Pacífico e da América do Norte. O sismo das ilhas Rat de 1965 em 4 de fevereiro foi um violento sismo que atingiu o grau 8,7 de magnitude, com epicentro junto a estas ilhas.
Outros importantes sismos ocorreram em 9 de setembro de 1910 com magnitude 7,0, o de 30 de março de 1965 com magnitude de 7,6 e o de 17 de novembro de 2003, com magnitude de 7,8